# 2291 Kevo
2291 Kevo eller 1941 FS är en asteroid i huvudbältet som upptäcktes den 19 mars 1941 av den finska astronomen Liisi Oterma vid Storheikkilä observatorium. Den har fått sitt namn efter en forskningsstationen Lapin tutkimuslaitos Kevo i Kevo i finska Lappland.
Asteroiden har en diameter på ungefär 41 kilometer.